# Açude Quixeramobim
Açude Quixeramobim är en reservoar i Brasilien.   Den ligger i delstaten Ceará, i den östra delen av landet, 1 500 kilometer nordost om huvudstaden Brasília. Açude Quixeramobim ligger 237 meter över havet.
Omgivningarna runt Açude Quixeramobim är huvudsakligen savann. Runt Açude Quixeramobim är det ganska glesbefolkat, med 43 invånare per kvadratkilometer.